# Andrea Keller (Publizistin)
Andrea Keller (* 1. September 1981 in Glattfelden) ist eine Schweizer Kulturpublizistin, Autorin, Kreativschaffende und Künstlerin. Sie lebt in Thalwil.

## Schaffen
2017 erzielte Kellers Kunst-Projekt „Fundbüro 2“ internationale Aufmerksamkeit. Zusammen mit Patrick Bolle eröffnete sie direkt neben der Zürcher Bahnhofstrasse ein Fundbüro für immaterielle Gegenstände. Aus den Beiträgen von Besucherinnen und Besuchern, die zum Beispiel Glück gefunden oder Liebe verloren hatten, entstand das Buch Guten Tag, haben Sie mein Glück gefunden? Der damalige deutsche Innenminister Thomas De Maizière thematisierte das Projekt in einer Rede auf dem Demografiegipfel der Bundesregierung vor Bundeskanzlerin Angela Merkel.
2021 lancierte Keller in einem Kollektiv das partizipative Kulturfestival «Hallo, Tod!», das zum Ziel hat, das Thema der Vergänglichkeit mitten ins Leben zu tragen. Im Rahmen des Festivals gab sie den Podcast «Tod und Leben» heraus, in dem sie unter anderem mit Hildegard Elisabeth Keller und Tom Warrior über das Ableben spricht. Zusätzlich lud Keller – zusammen mit Tanja Kummer – Interessierte dazu ein, im Rahmen eines Schreibworkshops ihren eigenen Nachruf zu verfassen. Das Konzept wurde 2023 mit dem Segeberger Preis ausgezeichnet.
2023 initiierte Keller «Oh, Darling, du zerfällst mir sehr». Anstoss und Aufhänger für das multidisziplinäre Kunst- und Literaturprojekt ist ein altes, zerfallendes Gebäude an der Autobahn A3 und am Schienenstrang auf Höhe Mels bei Sargans. Es gehört zum Steinbruch Tiergarten, wo seit 1854 Verrucano abgebaut wird. Das Projekt feierte Ende April 2024 seine Vernissage. Entstanden sind ein Buch, ein filmisches Werk sowie nostalgische Zeitreisen: partizipative Gesprächsrundfahrten zum Thema Zeit und Vergänglichkeit.
Im Rahmen ihrer Masterarbeit an der Zürcher Hochschule der Künste setzte sich Keller 2014 vertieft mit der psychologischen Wirkung von autobiografischem Schreiben auseinander. Titel der Thesis: Schreiben. Über die Kraft eigener Texte, wenn man’s schwer hat – inspiriert auch von ihrer Arbeit für die Schweizer Hilfsorganisation Caritas Zürich, in deren Auftrag sie 2010 zusammen mit Tanja Kummer die erste Schreibwerkstatt für Armutsbetroffene durchführte, die dann 2014 bis 2019 jährlich wiederholt wurde. Die Texte der armutsbetroffenen Autoren wurden auch beim Literaturfestival «Zürich liest» vorgestellt. Im Rahmen einer zweiten Masterarbeit (2023) an der Alice Salomon Hochschule in Berlin (Master Biografisches und Kreatives Schreiben) beschäftigte sie sich mit der Frage, wie das Schreiben unsere Beziehung zur Natur revolutionieren und zu mehr Nachhaltigkeit beitragen kann.
2006 bis 2014 gab Keller im Kollektiv, u. a. mit dem Grafikdesigner Paolo Monaco, das Zürcher Kuss-Magazin heraus. Für Kuss schrieben unter anderem Patrick Frey, Tanja Kummer, Micha Lewinsky, Simon Libisg, Sunil Mann, Thomas Meyer und Julia Weber.